# Великолепная щитоносная райская птица
Великолепная щитоносная райская птица (лат. Ptiloris magnificus) — вид воробьинообразных птиц из семейства райских птиц (Paradisaeidae). Данный вид обитает в тропических лесах Новой Гвинеи и северо-востока Австралии.

## Описание
Длина тела данного вида может достигать 34 сантиметров. В окраске ярко выражен половой диморфизм: большая часть туловища самцов бархатно-чёрная, грудь и часть хвостовых перьев сине-зелёные с радужным отливом. Самки имеют коричневатую окраску с тёмными пятнами и полосками на брюхе.

## Образ жизни
Рацион состоит преимущественно из фруктов и членистоногих.
Мужские особи полигамны. В период спаривания самец исполняет особый брачный танец: он полностью расправляет крылья, поднимает хвост, подпрыгивает и машет головой, демонстрируя яркий треугольник на груди. Если ему удаётся произвести впечатление на самку, то образуются кратковременные пары. После спаривания самец больше не принимает участия в выращивании потомства: самки сами строят гнёзда, высиживают яйца и выкармливают птенцов.

## Охранный статус
Вид включён в Международную Красную книгу, однако статус оценивается как находящийся под наименьшей угрозой.

## Подвиды
Выделяют два подвида:
- Ptiloris magnificus alberti Elliot, 1871 — север полуострова Кейп-Йорк, северо-восток Квинсленда;
- Ptiloris magnificus magnificus (Vieillot, 1819) — запад и центральная часть Новой Гвинеи.